# Obóz na wyspie
Obóz na wyspie (ang. Summer Camp Island, 2018–2023) – amerykańsko-brytyjski serial animowany stworzony przez Julię Pott oraz wyprodukowany przez wytwórnię Cartoon Network Studios. Jest to druga produkcja tej wytwórni w całości stworzona przez kobietę (pierwszą była Rebecca Sugar, twórczyni serialu Steven Universe).
Premiera serialu odbyła się w Stanach Zjednoczonych 7 lipca 2018 na amerykańskim Cartoon Network wraz z 48-godzinnym maratonem składającym się ze wszystkich dwudziestu odcinków pierwszego sezonu, który był emitowany przez cały weekend. W Polsce premiera serialu odbyła się 1 grudnia 2018 na antenie Cartoon Network.

## Fabuła
Najlepsi przyjaciele Oskar i Jeżynka muszą znaleźć w sobie odwagę, żeby odkryć niezwykłe tajemnice i cuda, które czekają na nich na magicznym letnim obozie. Obóz na wyspie to najlepsze miejsce na spędzenie wakacji. Jest tam wszystko, czego dusza zapragnie. Można do woli pływać i grać w baseball. Mieszkają tam także jednorożce i gadające piżamy. Na tym obozie jest dosłownie wszystko. Z dala od rodziców, Oskar i Jeżynka muszą stawić czoła tajemnicom tego magicznego obozu, na którym opiekunkami są czarownice, konie to jednorożce, a pod łóżkami mieszkają potwory. Jakby tego było mało, znajduje się tu także basen z gadającym rekinem, a pod łóżkiem jest tajemnicze przejście do innego świata. No i jeszcze można się zaprzyjaźnić z Księżycem. Na Obozie na wyspie wszystko jest możliwe.

## Obsada
|                   | Angielska wersja                               | Polska wersja                          |
| ----------------- | ---------------------------------------------- | -------------------------------------- |
| Oskar Peltzer     | Elliot Smith, Asher Bishop, Antonio Raul Corbo | Jakub Jóźwik/Patryk Siemek             |
| Jeżynka           | Oona Laurence                                  | Aleksandra Radwan                      |
| Susie McCallister | Julia Pott                                     | Anna Jarosik                           |
| Alice Fefferman   | Charlyne Yi                                    | Beata Wyrąbkiewicz                     |
| Betsy Spellman    | Nikki Castillo                                 | Urszula Szmidt                         |
| Piżamek           | Naomi Hansen                                   | Jakub Strach                           |
| Pepper Corn       | Sam Lavagnino, Julian Edwards                  | Karol Kwiatkowski                      |
| Lucy Thompson     | Indie Nameth                                   | Marta Dobecka                          |
| Oliver            | Andre Robinson                                 | Jan Szydłowski                         |
| Alexa             | Alexa Nisenson                                 | Marta Dylewska                         |
| Lem               | Daphne Thomas, Mattea Quin                     | Urszula Szmidt                         |
| Doktor P. Shark   | Richard Kind                                   | Damian Kulec/Wojciech Żołądkowicz      |
| Howard            | Mike Birbiglia                                 | Wojciech Żołądkowicz                   |
| Ava               | Fortune Feimster                               | Piotr Bondyra/Marta Markowicz-Dziarska |
| Mortimer          | Bobby Moynihan                                 | Paweł Kubat                            |
| Blanche           | Alia Shawkat                                   | Urszula Szmidt                         |
| Melvin            | Bobby Moynihan                                 | Janusz Wituch                          |
| Margot            | Kimiko Glenn                                   | Beata Wyrąbkiewicz                     |
| Bestia Chrzestna  | Brenda Vaccaro                                 | Anna Szymańczyk                        |
| Słońce            | Melanie Lynskey                                | Magdalena Herman-Urbańska              |
| Księżyc           | Cedric the Entertainer                         | Artur Kaczmarski/Jakub Szydłowski      |

## Przegląd sezonów
| Sezon | Liczba odcinków | Liczba odcinków | Pierwsza emisja sezonu | Pierwsza emisja sezonu | Pierwsza emisja sezonu | Pierwsza emisja sezonu | Pierwsza emisja sezonu | Pierwsza emisja sezonu |
| Sezon | Liczba odcinków | Liczba odcinków | Premiera               | Finał                  | Dystrybucja            | Premiera               | Finał                  | Dystrybucja            |
| ----- | --------------- | --------------- | ---------------------- | ---------------------- | ---------------------- | ---------------------- | ---------------------- | ---------------------- |
| 1     | 40              | 20              | 7 lipca 2018           | 7 lipca 2018           | Cartoon Network        | 1 grudnia 2018         | 2 grudnia 2018         | Cartoon Network        |
| 1     | 40              | 20              | 23 czerwca 2019        | 21 lipca 2019          | Cartoon Network        | 26 sierpnia 2019       | 1 września 2019        | Cartoon Network        |
| 2     | 20              | 20              | 18 czerwca 2020        | 18 czerwca 2020        | HBO Max                | 17 sierpnia 2020       | 28 sierpnia 2020       | Cartoon Network        |
| 3     | 12              | 12              | 10 grudnia 2020        | 24 grudnia 2020        | HBO Max                | 21 sierpnia 2021       | 4 września 2021        | Cartoon Network        |
| 4     | 13              | 13              | 17 czerwca 2021        | 17 czerwca 2021        | HBO Max                | 8 listopada 2021       | 13 listopada 2021      | Cartoon Network        |
| 5     | 15              | 15              | 9 grudnia 2021         | 9 grudnia 2021         | HBO Max                | 1 sierpnia 2022        | 8 sierpnia 2022        | Cartoon Network        |
| 6     | 20              | 20              | 31 lipca 2023          | 11 sierpnia 2023       | Cartoon Network        | 31 lipca 2023          | 9 sierpnia 2023        | Cartoon Network        |

## Spis odcinków

### Odcinek pilotowy (2016)
| Nr | Tytuł              | Tytuł polski | Premiera      | Premiera w Polsce |
| -- | ------------------ | ------------ | ------------- | ----------------- |
| P1 | Summer Camp Island | ---          | 17 marca 2016 | nieemitowany      |

### Seria 1 (2018-2019)
| Nr | Tytuł                              | Tytuł polski                            | Premiera        | Premiera w Polsce |
| -- | ---------------------------------- | --------------------------------------- | --------------- | ----------------- |
| 1  | The First Day                      | Pierwszy dzień                          | 7 lipca 2018    | 1 grudnia 2018    |
| 2  | Monster Babies                     | Bobo potwory                            | 7 lipca 2018    | 1 grudnia 2018    |
| 3  | Chocolate Money Badgers            | Odznaki i czekoladki                    | 7 lipca 2018    | 1 grudnia 2018    |
| 4  | Saxophone Come Home                | Wróć do domu, Saksofonie                | 7 lipca 2018    | 1 grudnia 2018    |
| 5  | Pajama Pajimjams                   | Piżamowe przygody                       | 7 lipca 2018    | 1 grudnia 2018    |
| 6  | Oscar & Hedgehog’s Melody          | Melodia Oscara i Jeżynki                | 7 lipca 2018    | 1 grudnia 2018    |
| 7  | Feeling Spacey                     | Kosmiczne uczucia                       | 7 lipca 2018    | 1 grudnia 2018    |
| 8  | Ghost the Boy                      | Młody Duch                              | 7 lipca 2018    | 1 grudnia 2018    |
| 9  | Computer Vampire                   | Wampir z komputera                      | 7 lipca 2018    | 1 grudnia 2018    |
| 10 | The Basketball Liaries             | Koszykowe kłamstwa                      | 7 lipca 2018    | 1 grudnia 2018    |
| 11 | Popular Banana Split               | Popularny deser lodowy                  | 7 lipca 2018    | 2 grudnia 2018    |
| 12 | Time Traveling Quick Pants         | Podróżujące w czasie spodnie            | 7 lipca 2018    | 2 grudnia 2018    |
| 13 | It’s My Party                      | Moje przyjęcie                          | 7 lipca 2018    | 2 grudnia 2018    |
| 14 | Moon Problems                      | Problemy Księżyca                       | 7 lipca 2018    | 2 grudnia 2018    |
| 15 | Monster Visit                      | Wizyta potwora                          | 7 lipca 2018    | 2 grudnia 2018    |
| 16 | Ice Cream Headache                 | Lodowy ból głowy                        | 7 lipca 2018    | 2 grudnia 2018    |
| 17 | Pepper’s Blanket Is Missing        | Kocyk Peppera zaginął                   | 7 lipca 2018    | 2 grudnia 2018    |
| 18 | Hedgehog Werewolf                  | Jeżynka wilkołak                        | 7 lipca 2018    | 2 grudnia 2018    |
| 19 | Mr. Softball                       | Pan Softball                            | 7 lipca 2018    | 2 grudnia 2018    |
| 20 | Fuzzy Pink Time Babies             | Różowe dzieci czasu                     | 7 lipca 2018    | 2 grudnia 2018    |
| 21 | Cosmic Bupkiss                     | Kosmiczny Nicpoń                        | 23 czerwca 2019 | 26 sierpnia 2019  |
| 22 | Radio Silence                      | Cisza w eterze                          | 23 czerwca 2019 | 26 sierpnia 2019  |
| 23 | Mop Forever                        | Niech żyje mop                          | 7 lipca 2019    | 26 sierpnia 2019  |
| 24 | Sneeze Guard                       | Strażnicy kataru                        | 30 czerwca 2019 | 27 sierpnia 2019  |
| 25 | Puff Paint                         | Słodki obraz                            | 14 lipca 2019   | 27 sierpnia 2019  |
| 26 | The Haunted Campfire               | Nawiedzone ognisko                      | 23 czerwca 2019 | 27 sierpnia 2019  |
| 27 | Director's Cut                     | Film                                    | 23 czerwca 2019 | 28 sierpnia 2019  |
| 28 | Campers Above the Bed              | Obozowicze nad łóżkiem                  | 14 lipca 2019   | 28 sierpnia 2019  |
| 29 | Pajamas Party                      | Piżamkowe przyjęcie                     | 7 lipca 2019    | 28 sierpnia 2019  |
| 30 | Space Invasion                     | Kosmiczna inwazja                       | 30 czerwca 2019 | 29 sierpnia 2019  |
| 31 | The Soundhouse                     | Dźwiękowa latarnia                      | 7 lipca 2019    | 29 sierpnia 2019  |
| 32 | I Heart Heartforde                 | Kocham Heartforde                       | 30 czerwca 2019 | 29 sierpnia 2019  |
| 33 | Susie’s Fantastical Scavenger Hunt | Fantastyczne poszukiwanie skarbów Susie | 7 lipca 2019    | 30 sierpnia 2019  |
| 34 | Mom Soon                           | Mamsun                                  | 30 czerwca 2019 | 30 sierpnia 2019  |
| 35 | Midnight Quittance                 | Spotkanie o północy                     | 14 lipca 2019   | 30 sierpnia 2019  |
| 36 | The Great Elf Invention Convention | Zebranie Pomysłowych Elfów              | 21 lipca 2019   | 31 sierpnia 2019  |
| 37 | Susie Appreciation Day             | Susie odpoczywa                         | 14 lipca 2019   | 31 sierpnia 2019  |
| 38 | The Library                        | Biblioteka                              | 21 lipca 2019   | 31 sierpnia 2019  |
| 39 | Spell Crushers                     | Oczarowana                              | 21 lipca 2019   | 1 września 2019   |
| 40 | Twelve Angry Hedgehogs             | Dwanaście gniewnych Jeżynek             | 21 lipca 2019   | 1 września 2019   |

### Seria 2 (2020)
| №  | Nr | Tytuł                          | Tytuł polski                 | Premiera        | Premiera w Polsce |
| -- | -- | ------------------------------ | ---------------------------- | --------------- | ----------------- |
| 41 | 1  | Molar Moles                    | Trzonowe krety               | 18 czerwca 2020 | 17 sierpnia 2020  |
| 42 | 2  | Ava’s Yard Sale                | Wyprzedaż u Avy              | 18 czerwca 2020 | 17 sierpnia 2020  |
| 43 | 3  | French Toasting                | Tostowanie                   | 18 czerwca 2020 | 18 sierpnia 2020  |
| 44 | 4  | Tortilla Towel                 | Ręcznik z tortilli           | 18 czerwca 2020 | 18 sierpnia 2020  |
| 45 | 5  | Meeting of the Minds           | Zebranie                     | 18 czerwca 2020 | 19 sierpnia 2020  |
| 46 | 6  | Dungeon Doug                   | Doug z Doliny                | 18 czerwca 2020 | 19 sierpnia 2020  |
| 47 | 7  | Tumble Dry Low                 | Wolne wirowanie              | 18 czerwca 2020 | 20 sierpnia 2020  |
| 48 | 8  | Acorn Graduation               | Koniec roku żołędzi          | 18 czerwca 2020 | 20 sierpnia 2020  |
| 49 | 9  | Wild Hearts Can’t Be Caboodled | Nieokiełznany rumak          | 18 czerwca 2020 | 21 sierpnia 2020  |
| 50 | 10 | Spotted Bear Stretch           | Rozciąganie niedźwiedzia     | 18 czerwca 2020 | 21 sierpnia 2020  |
| 51 | 11 | Honeydew Hatch                 | Melonowa uprawa              | 18 czerwca 2020 | 22 sierpnia 2020  |
| 52 | 12 | The Later Pile                 | Sterta na potem              | 18 czerwca 2020 | 22 sierpnia 2020  |
| 53 | 13 | Oddjobs                        | Fuszerka                     | 18 czerwca 2020 | 23 sierpnia 2020  |
| 54 | 14 | Light as a Feather             | Lekka jak piórko             | 18 czerwca 2020 | 23 sierpnia 2020  |
| 55 | 15 | Tub on the Run                 | Uciekająca wanna             | 18 czerwca 2020 | 24 sierpnia 2020  |
| 56 | 16 | We'll Just Move the Stars      | Przenieśmy planety           | 18 czerwca 2020 | 24 sierpnia 2020  |
| 57 | 17 | Glow Worm                      | Świetlik                     | 18 czerwca 2020 | 25 sierpnia 2020  |
| 58 | 18 | Catacombs                      | Zagrzebiani                  | 18 czerwca 2020 | 25 sierpnia 2020  |
| 59 | 19 | Just You and Me                | Tylko ty i ja                | 18 czerwca 2020 | 26 sierpnia 2020  |
| 60 | 20 | When Harry Met Barry           | Kiedy Harry poznał Barry’ego | 18 czerwca 2020 | 26 sierpnia 2020  |

### Seria 3 (2020)
| №  | Nr | Tytuł                                                | Tytuł polski                                           | Premiera        | Premiera w Polsce |
| -- | -- | ---------------------------------------------------- | ------------------------------------------------------ | --------------- | ----------------- |
| 61 | 1  | Susie and Ramona Chapter 1: Susie's Ark              | Susie i Ramona, część 1: Arka Susie                    | 10 grudnia 2020 | 21 sierpnia 2021  |
| 62 | 2  | Susie and Ramona Chapter 2: Ghost Baby Jabberwock    | Susie i Ramona, część 2: Duchy i żabrołaki             | 10 grudnia 2020 | 21 sierpnia 2021  |
| 63 | 3  | Susie and Ramona Chapter 3: Meet Me in Massachusetts | Susie i Ramona, część 3: Spotkajmy się w Massachusetts | 10 grudnia 2020 | 21 sierpnia 2021  |
| 64 | 4  | Susie and Ramona Chapter 4: Witches in the City      | Susie i Ramona, część 4: Czarownice w Mieście          | 10 grudnia 2020 | 21 sierpnia 2021  |
| 65 | 5  | Puddle and the King Chapter 1: Honey Moondog         | Plamka i Król, część 1: Podróż poślubna                | 17 grudnia 2020 | 4 września 2021   |
| 66 | 6  | Puddle and the King Chapter 2: Royally Bored         | Plamka i Król, część 2: Królowa nudy                   | 17 grudnia 2020 | 4 września 2021   |
| 67 | 7  | Puddle and the King Chapter 3: All the King's Slides | Plamka i Król, część 3: Król i sól                     | 17 grudnia 2020 | 4 września 2021   |
| 68 | 8  | Yeti Confetti Chapter One: Don't Tell Lucy           | Yeti Konfetti, część 1: Nie mówcie Lucy                | 24 grudnia 2020 | 28 sierpnia 2021  |
| 69 | 9  | Yeti Confetti Chapter Two: The Yum Whisperer         | Yeti Konfetti, część 2: Zaklinacz mniamów              | 24 grudnia 2020 | 28 sierpnia 2021  |
| 70 | 10 | Yeti Confetti Chapter Three: The Sherbet Scoop       | Yeti Konfetti, część 3: Sorbetowe ognisko              | 24 grudnia 2020 | 28 sierpnia 2021  |
| 71 | 11 | Yeti Confetti Chapter Four: Lucy's Instrument        | Yeti Konfetti, część 4: Instrument Lucy                | 24 grudnia 2020 | 28 sierpnia 2021  |
| 72 | 12 | Yeti Confetti Chapter Five: Where's the Confetti     | Yeti Konfetti, część 5: Gdzie konfetti?                | 24 grudnia 2020 | 28 sierpnia 2021  |

### Seria 4 (2021)
| №  | Nr | Tytuł                                                       | Tytuł polski                                  | Premiera        | Premiera w Polsce |
| -- | -- | ----------------------------------------------------------- | --------------------------------------------- | --------------- | ----------------- |
| 73 | 1  | Sea Bunnies                                                 | Morskie króliki                               | 17 czerwca 2021 | 11 listopada 2021 |
| 74 | 2  | Mushrumours                                                 | Plotgrzybki                                   | 17 czerwca 2021 | 10 listopada 2021 |
| 75 | 3  | Breakfast like Gene Kelly                                   | Śniadanie z Gene'em Kellym                    | 17 czerwca 2021 | 8 listopada 2021  |
| 76 | 4  | Spirit Balls                                                | Kule dusz                                     | 17 czerwca 2021 | 9 listopada 2021  |
| 77 | 5  | Oscar & His Demon                                           | Oscar i jego lęki                             | 17 czerwca 2021 | 8 listopada 2021  |
| 78 | 6  | The Emily Ghost Institute for Manners and Magical Etiquette | Szkoła Manier i Magicznej Etykiety Emily Duch | 17 czerwca 2021 | 11 listopada 2021 |
| 79 | 7  | Jeremiah                                                    | ---                                           | 17 czerwca 2021 | nieemitowany      |
| 80 | 8  | Tomorrow's Bananas                                          | Banany przyszłości                            | 17 czerwca 2021 | 13 listopada 2021 |
| 81 | 9  | Shave a Little off the Wheel                                | Odrobina serka                                | 17 czerwca 2021 | 12 listopada 2021 |
| 82 | 10 | He's Just Not Here Right Now                                | Po prostu jeszcze go nie ma                   | 17 czerwca 2021 | 12 listopada 2021 |
| 83 | 11 | Hark the Gerald Sings                                       | Nadchodzi Gerald                              | 17 czerwca 2021 | 13 listopada 2021 |
| 84 | 12 | Hall of Mooms                                               | Komnata matek                                 | 17 czerwca 2021 | 9 listopada 2021  |
| 85 | 13 | Pepper and the Fog                                          | Pepper i mgła                                 | 17 czerwca 2021 | 10 listopada 2021 |